# Palomares del Río
Palomares del Río és una localitat de la província de Sevilla, Andalusia, Espanya. L'any 2005 tenia 4.728 habitants. La seva extensió superficial és de 13 km² i té una densitat de 363,7 hab/km². Les seves coordenades geogràfiques són 37° 19′ N, 6° 03′ O. Està situada a una altitud de 37 metres i a 10 kilòmetres de la capital de la província, Sevilla.

## Demografia
| 1996  | 1998  | 1999  | 2000  | 2001  | 2002  | 2003  | 2004  | 2005  | 2006  | 2007  |
| ----- | ----- | ----- | ----- | ----- | ----- | ----- | ----- | ----- | ----- | ----- |
| 3.448 | 3.493 | 3.651 | 3.759 | 3.881 | 3.902 | 4.086 | 4.444 | 4.728 | 5.115 | 5.738 |